# 勒谢 (上马恩省)
勒谢（法語：Leuchey，法語發音：[løʃɛ]）是法国上马恩省的一个市镇，属于朗格勒区。

## 地理
勒谢（47°43'42"N, 5°12'48"E）面积5.48 平方千米，位于法国大東部大區上马恩省，该省份为法国东北部内陆省份，北起马恩省和默兹省，西接奥布省，西南接科多尔省，东南接上索恩省，东临孚日省。
与勒谢接壤的市镇（或旧市镇、城区）包括：欧热尔、拜塞、勒瓦勒代农、圣布鲁万莱福斯、维利耶莱萨普雷。

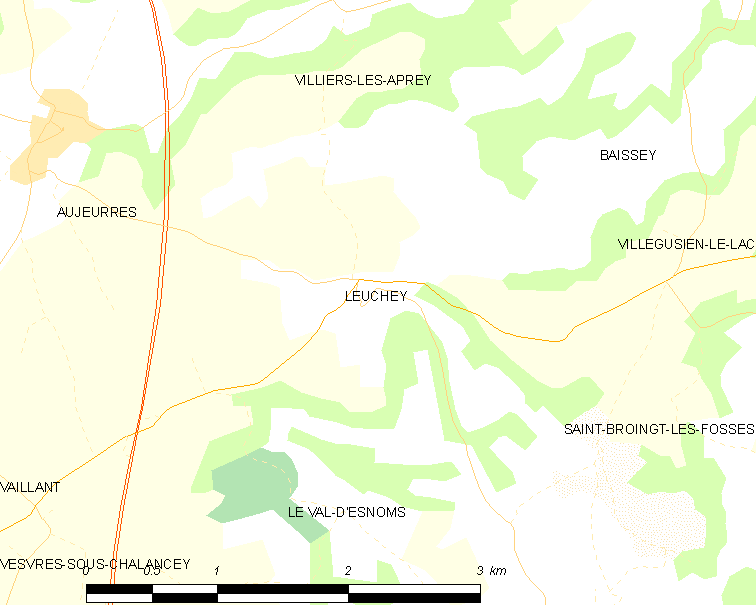
的OSM定位图

勒谢的时区为UTC+01:00、UTC+02:00（夏令时）。

## 行政
勒谢的邮政编码为52190，INSEE市镇编码为52285。

## 政治
勒谢所属的省级选区为维勒居西安勒拉克县。

## 人口

1962-2008年间人口变化图示

勒谢于2022年1月1日时的人口数量为72人。